# Boeing X-20 Dyna-Soar
X-20 Dyna-Soar (від Dynamic Soaring) — програма створення пілотованого космічного перехоплювача-розвідника-бомбардувальника X-20. Її розробка велася у США з 24 жовтня 1957 по 10 грудня 1963. Програма створена внаслідок об'єднання проєктів «Brass Bell», «RoBo» і «HYWARDS» в єдину програму і налічувала три стадії — атмосферні тести, суборбітальні запуски і орбітальні польоти. За основу розробки була взята концепція орбітального бомбардувальника Ойґена Зенґера. Замовник програми — ВПС США. Розробник — Boeing (дизайн Bell Aircraft).

## Загальний опис і схеми польоту
Апарат був виконаний за аеродинамічною схемою орбітального літака і був багаторазовим.
Виведення Х-20 на орбіту передбачалося різними модифікаціями ракети-носія «Титан». Розроблялися різні модифікації апарата — орбітальний бомбардувальник, фоторозвідник, існував варіант для інспекції і перехоплення супутників противника на орбіті. Залежно від варіанту виконання, використовуваної ракети-носія і завдання місії профіль польоту міг бути наступним:

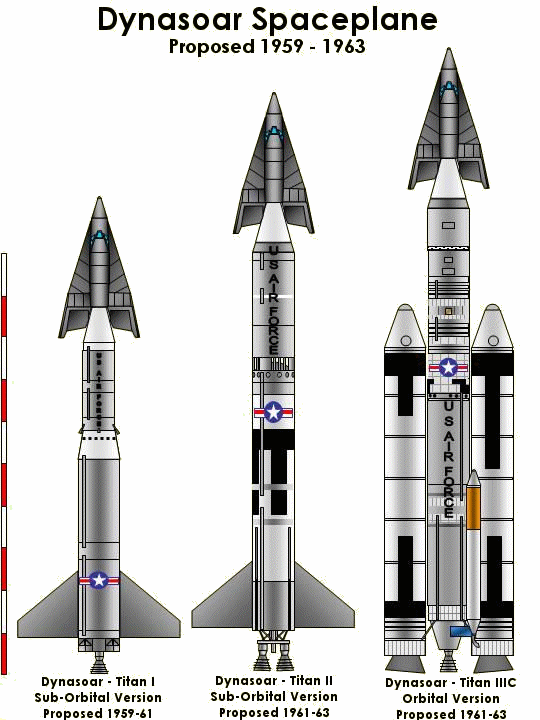
Варіанти стартовою компонування Х-20 (малюнок)

1. Низькоорбітальний одновитковий політ за схемою «розгін-планування (англ. boost-glide)». У цьому випадку апарат, вийшовши на дуже низьку орбіту Землі (висота близько 160 км) зі швидкістю трохи нижче першої космічної-порядку 7,35 км/с, потім робив би неглибокий «нирок» в атмосферу (до висоти близько 60-70 км, мінімальна близько 45), в нижній точці якого здійснював бомбометання по наземній цілі або фоторозвідку; потім, володіючи достатньою аеродинамічною якістю і підйомної силою, знову виходив в космос (втративши частину швидкості за рахунок аеродинамічного гальмування) на меншу висоту; пролетівши деяку відстань в космічному просторі, знову здійснював занурення в атмосферу і так далі, по траєкторії з затухаючої амплітудою, аж до звичайної літакової посадки на аеродромі (посадковий пробіг — близько 900 м). Дальність такого польоту була в межах одного витка навколо Землі. Гальмівна рухова установка і маршовий двигун в цьому варіанті були відсутні.
2. Орбітальний багатовитковий політ на будь-яке число витків, яке необхідне для виконання завдання перехоплення супутників противника, їхньої інспекції або знищення. У цьому випадку Х-20 (модифікація Х-20А) виводився б на орбіту з першою космічною швидкістю, був дооснащений розгінним блоком з РРД (третій ступінь ракети «Титан-3», Martin Trans-Stage) для виконання орбітальних маневрів у широкому діапазоні висот та видачі гальмівного імпульсу на спуск. На орбіті апарат залишався зістикованим з третім ступенем носія, що давало йому надзвичайно широкі енергетичні можливості для орбітального маневрування — запас палива в ступені після виходу на орбіту був близько шести тонн, що дозволяло змінювати швидкості (дельта V) близько на 2 км/сек. При цьому тривалість автономного орбітального польоту могла становити кілька діб. Передбачалася установка систем радарного / оптичного виявлення цілі і бортового озброєння.
Варто відзначити, що в ході занурення в атмосферу апарат міг зробити бічний аеродинамічний маневр, змінюючи таким чином нахил орбіти, після чого двигуни знову розганяли його, виводячи на орбіту. Цей маневр, званий «синергетичним», дозволяв змінити нахил орбіти на 20,3° проти 15,8° для чисто ракетного маневру, що давало чималі переваги для військових місій, роблячи траєкторію апарата важко прогнозованою (на відміну від супутників) і даючи можливість зайти на ціль з різних курсів.

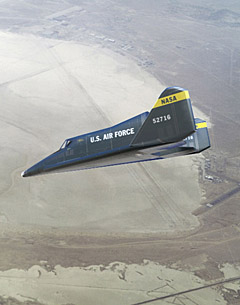
X-20 при заході на посадку на авіабазу Едвардс (малюнок)

## Конструкція Х-20
Компонування апарата містило ряд цікавих технічних рішень. Конструкція апарата була виконана по «гарячій схемі» з радіаційним охолодженням (скидання тепла випромінюванням) — з надзвичайно тугоплавких металів і сплавів (молібден, цирконій, жароміцний сплав Rene 41), без використання абляційних або теплопоглинальних керамічних покриттів (на відміну від плиток теплозахисту «Спейс Шаттл»), скло пілотської кабіни було закрито щитком, який скидався після проходження щільних шарів атмосфери. Цей щиток закривав скло і фронтальний огляд протягом виведення в космос і всіх орбітальних операцій: для огляду пілот використовував бічні ілюмінатори. Для керування апаратом на заатмосферній ділянці траєкторії використовували двигуни системи орієнтації, в атмосфері — аеродинамічні поверхні, подібні до тих, що є у літаках.
Прилади керування в пілотській кабіні — бічна ручка (крен-тангажу) і педалі (рискання). У кабіні було встановлено крісло, що катапультується через верхній люк для порятунку пілота на дозвукових швидкостях польоту — менше 1 000 км/год.
Управління апаратом на всіх ділянках польоту (включаючи і довиведення на орбіту щаблем TranStage з контролем роботи двигуна) здійснювалося вручну пілотом, автоматичне керування було відсутнє.
Як посадкове шасі через високі температурні навантаження використовували розроблені фірмою Goodyear полози з гнучкими металевими щітками.

## Хід розробок і закриття проєкту
Було виготовлено кілька масогабаритних макетів апарата та проведені широкі науково-технічні дослідження. Про масштаб проєкту говорить те, що був набраний загін пілотів-астронавтів за програмою Х-20 (7 осіб, у нього входив і Ніл Армстронг, пізніше командир «Аполлон-11»). Проведено більше восьми тисяч годин тренувань на тренажерах і літаку-аналогу Х-20. Перший пілотований політ корабля Dynasoar-3 на один виток передбачався в липні 1966 р, пілот — Jim Wood, перший багатовитковий політ — в 1969. Вивчалася можливість стиковки Х-20 з майбутньою військовою орбітальною станцією MOL.

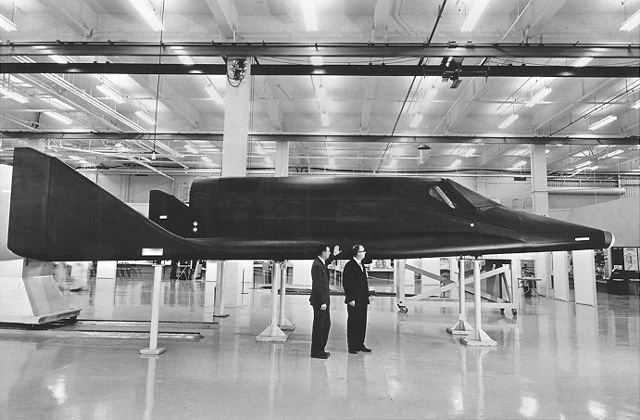
Прототип Х-20, макет

Однак внаслідок різних причин — як об'єктивних, технічного та інженерного, так і суто внутрішніх, військово-політичного та фінансового характеру (зокрема, зміна пріоритетів у пілотованій програмі НАСА і ВПС, до відання якої відносився проєкт), програма була згорнута. Свою негативну роль у долі проєкту зіграв і тодішній державний секретар з питань національної безпеки США Роберт Макнамара: він фактично особисто закрив програму в грудні 1963. Вибір подальшого розвитку космонавтики був зроблений на користь програм Джеміні і MOL.
До кінця 1963 року на програму Х-20 було витрачено 410 млн доларів США.

## Технічні характеристики Х-20
Основні характеристики Х-20 (без щаблі TransStage):
- Довжина — 10,77 м.
- Розмах крил — 6,35 м.
- Максимальна злітна вага — 5,165 тонн.
- Корисне навантаження — 450 кг.
- Об'єм кабіни — 3,50 кубічних метрів.
- Екіпаж — 1 особа (у перспективі — до чотирьох).